# Чор-Бакр
Чор-Бакр (узб. Chor Bakr от перс. چهاربکر‎) — некрополь, находящийся в селении Сумитан в пяти километрах от Бухары в Узбекистане.. Раньше селение было прибежищем дервишского ордена ходжагонов, служившего опорой ханской власти. Чор-Бакр считается самым крупным некрополем в Средней Азии.
В Чор-Бакре находятся захоронения шейхов из рода Джуйбарских сейидов. Сам некрополь представляет собой довольно большой архитектурный комплекс, занесённый в каталог ЮНЕСКО. Название некрополя в переводе с персидского означает «Четыре Бакра», он назван в честь четырёх шейхов с именем Абу Бакр (Абу Бакр Саад, Абу Бакр Фазл, Абу Бакр Мухаммад и Абу Бакр Тархан). За рубежом некрополь больше известен под названием «Город мёртвых».

## История

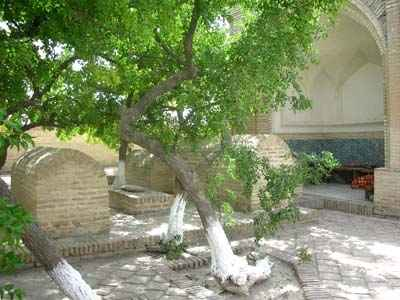
Мазар Святого Хазрата Ишана Имло

Мемориальный комплекс Чор Бакр, также известный как кладбище Сумитан, был учрежден правителем шейбанидов Абдуллахан II в 1559 году и включает в себя мавзолей, мечеть, медресе и большой двор, окруженный высокими стенами. В следующие века были построены дополнительные здания, и комплекс был расширен, включив в себя прилегающие территории. Абдуллахан II выделил 70 000 золотых монет на строительство этого мемориального комплекса. Центральным зданием комплекса является мавзолей, который имеет двери со всех четырех сторон. Мавзолей имеет двухэтажную структуру с двумя комнатами и купольной камерой наверху. Михраб (молитвенная ниша) расположен по стороне киблы мавзолея. Купол мавзолея выполнен в стиле Арки дузи. На передней стене мавзолея высечены стихи 61 и 62 из суры Аль-Бакара. Двор имеет размеры 20 метров в длину, а передний вход шириной 12 метров.
Медресе в мемориальном комплексе Чор Бакр — одно из самых высокоранговых медресе и прошло реставрацию в 1950, 1971 и 1999 годах. Мечеть в комплексе выполнена в элегантном стиле и имеет комнаты в передней части. На передней части мечети высечена сура Аль-Исра. Двери мечети изготовлены из древесины сосны, которая произрастает в Бухаре. Минарет в комплексе был построен в 1890 году Мирзо Ходжи Джойбори и стоит на фундаменте предыдущего минарета. Площадь комплекса составляет 40 гектаров, а часть кладбища занимает 12 гектаров. В мемориальном комплексе Чор Бакр также находится мавзолей Саадулла Ходжи, который расположен к югу от центрального мавзолея. Мавзолей имеет три комнаты на восточной стороне. Внутри мавзолея есть комнаты и могилы. Кроме того, в комплексе находятся мавзолеи Акобир Ходжи, Насриддин Ходжи, Абдуазиз Ходжи, Атолло Ходжи, Зайнаб Султон Ходжи, Обид Ходжи, Пошшоойим Ходжи, Саадулла Ходжи и другие ходжи (религиозные лидеры).

## Описание и состояние объекта
Некрополь Чор-Бакр является своеобразным «городом мёртвых» — в нём есть улицы, дворики, ворота, но вместо домов везде фамильные дахмы и надгробия. В центре некрополя находятся три основных здания — мечеть, ханака и медресе. Передние фасады у мечети и ханаки сделаны в виде порталов с аркообразными сводами, боковые же фасады выполнены в виде лоджий, расположенных в два яруса.